# Region Nordjylland
Region Nordjylland omfatter det tidligere Nordjyllands Amt samt de dele af Viborg Amt der ligger nord for Limfjorden, herunder øen Mors. Desuden den nordligste del af det nedlagte Århus Amt hvor byen Mariager ligger. Regionens centralforvaltning er placeret i Regionshuset i Aalborg Øst. Region Nordjylland har 593.135 indbyggere  (2024) og består af 11 kommuner.
Statslige opgaver i Region Nordjylland blev fra 1. januar 2007 indtil 31. marts 2019 varetaget af Statsforvaltningen. Fra 1. april 2019 varetages opgaverne af Familieretshuset og Styrelsen for International Rekruttering og Integration samt Ankestyrelsen.

## Kommuner og byer i regionen

### Kommuner i regionen
| - Brønderslev Kommune - Frederikshavn Kommune - Hjørring Kommune - Jammerbugt Kommune - Læsø Kommune - Mariagerfjord Kommune - Morsø Kommune - Rebild Kommune - Thisted Kommune - Vesthimmerlands Kommune - Aalborg Kommune | Region Nordjyllands kommuner |

### Regionens største byer
| Regionens største byer |               |                   |                         |        |
| Nr                     | By            | Indbyggere (2014) | Kommune                 | (%)    |
| 1                      | Aalborg       | 109.092           | Aalborg Kommune         | 18,77% |
| 2                      | Hjørring      | 24.762            | Hjørring Kommune        | 4,26%  |
| 3                      | Frederikshavn | 23.156            | Frederikshavn Kommune   | 3,98%  |
| 4                      | Nørresundby   | 21.761            | Aalborg Kommune         | 3,74%  |
| 5                      | Thisted       | 13.079            | Thisted Kommune         | 2,25%  |
| 6                      | Brønderslev   | 12.046            | Brønderslev Kommune     | 2,07%  |
| 7                      | Hobro         | 11.736            | Mariagerfjord Kommune   | ?      |
| 8                      | Nykøbing Mors | 9.031             | Morsø Kommune           | ?      |
| 9                      | Sæby          | 8.803             | Frederikshavn Kommune   | ?      |
| 10                     | Skagen        | 8.198             | Frederikshavn Kommune   | ?      |
| 11                     | Aars          | 8.105             | Vesthimmerlands Kommune | ?      |
| 12                     | Svenstrup     | 7.000             | Aalborg Kommune         | ?      |
| 13                     | Støvring      | 6.988             | Rebild Kommune          | ?      |
| 14                     | Hirtshals     | 6.194             | Hjørring Kommune        | ?      |
| 15                     | Aabybro       | 5.558             | Jammerbugt Kommune      | ?      |
| 16                     | Nibe          | 5.093             | Aalborg Kommune         | ?      |
| 17                     | Hadsund       | 4.883             | Mariagerfjord Kommune   | ?      |
| 18                     | Klarup        | 4.608             | Aalborg Kommune         | ?      |
| 19                     | Vodskov       | 4.371             | Aalborg Kommune         | ?      |
| 20                     | Løgstør       | 4.284             | Vesthimmerlands Kommune |        |

### Mandatfordeling igennem tiden
| 20 |  | 2 | 2 |  | 2 | 12 |  |

| 29 | 12 |

| 17 |  | 4 | 4 | 3 | 12 |

| 25 | 16 |

| 16 |  | 3 | 2 |  | 4 | 12 | 2 |

| 19 | 22 |

| 18 |  | 4 |  | 4 | 11 | 2 |

| 22 | 19 |

| 15 |  | 7 | 2 | 2 |  | 11 | 2 |

| 21 | 20 |

| 15 |  | 7 | 2 |  | 11 | 2 | 2 |

| 22 | 19 |

| Navn                             | Parti                                    |
| -------------------------------- | ---------------------------------------- |
| Ulla Astman                      | Socialdemokratiet - 15 mandater          |
| Søren Valgreen Knudsen           | Socialdemokratiet - 15 mandater          |
| Hanne Korsgaard                  | Socialdemokratiet - 15 mandater          |
| Malene Busk                      | Socialdemokratiet - 15 mandater          |
| Lauge Larsen                     | Socialdemokratiet - 15 mandater          |
| Pernille Buhelt                  | Socialdemokratiet - 15 mandater          |
| Peder Key Kristiansen            | Socialdemokratiet - 15 mandater          |
| Ole Stavad                       | Socialdemokratiet - 15 mandater          |
| Torben Ringe Christensen         | Socialdemokratiet - 15 mandater          |
| Kirsten Morild Andersen          | Socialdemokratiet - 15 mandater          |
| Jørgen Rørbæk Henriksen          | Socialdemokratiet - 15 mandater          |
| Ali Hassan                       | Socialdemokratiet - 15 mandater          |
| Mogens Nørgård                   | Socialdemokratiet - 15 mandater          |
| Per Kjeldsen                     | Socialdemokratiet - 15 mandater          |
| Lis Mancini                      | Socialdemokratiet - 15 mandater          |
| Mads Duedahl (Regionrådsformand) | Venstre - 11 mandater                    |
| Peter Therkildsen                | Venstre - 11 mandater                    |
| Lina Hundebøll Jespersen         | Venstre - 11 mandater                    |
| Malou Skeel                      | Venstre - 11 mandater                    |
| Anne Honoré Østergaard           | Venstre - 11 mandater                    |
| Helena Palsgaard                 | Venstre - 11 mandater                    |
| Jess V. Laursen                  | Venstre - 11 mandater                    |
| Anny Winther                     | Venstre - 11 mandater                    |
| Lone Olsen                       | Venstre - 11 mandater                    |
| Per Bisgaard                     | Venstre - 11 mandater                    |
| Peter Larsen                     | Venstre - 11 mandater                    |
| Per Larsen                       | Det Konservative Folkeparti - 7 mandater |
| Pia Buus Pinstrup                | Det Konservative Folkeparti - 7 mandater |
| Tage Leegaard                    | Det Konservative Folkeparti - 7 mandater |
| Per Møller                       | Det Konservative Folkeparti - 7 mandater |
| Vibeke Gamst                     | Det Konservative Folkeparti - 7 mandater |
| Kim Frost                        | Det Konservative Folkeparti - 7 mandater |
| Jens-Henrik Kirk                 | Det Konservative Folkeparti - 7 mandater |
| Susanne Flydtkjær                | Enhedslisten - 2 mandater                |
| Janne Toft-Lind                  | Enhedslisten - 2 mandater                |
| Kim Edberg                       | Nye Borgerlige - 2 mandater              |
| Gitte Bundgaard                  | Nye Borgerlige - 2 mandater              |
| Lene Linnemann                   | Socialistisk Folkeparti - 2 mandater     |
| Anna-Grethe Sperling             | Socialistisk Folkeparti - 2 mandater     |
| Kristoffer Hjort Storm           | Dansk Folkeparti - 1 mandat              |
| Marianne Mulle Jensen            | Radikale Venstre - 1 mandat              |

| Navn                   | Skiftet fra      | Skiftet til          | Dato            |
| ---------------------- | ---------------- | -------------------- | --------------- |
| Kristoffer Hjort Storm | Dansk Folkeparti | Løsgænger            | 3. juni 2022    |
| Kristoffer Hjort Storm | Løsgænger        | Danmarksdemokraterne | 16. marts 2023  |
| Kim Edberg Andersen    | Nye Borgerlige   | Løsgænger            | 16. januar 2024 |
| Gitte Bundgaard        | Nye Borgerlige   | Løsgænger            | 16. maj 2024    |
| Kim Edberg Andersen    | Løsgænger        | Danmarksdemokraterne | 19. marts 2024  |
| Gitte Bundgaard        | Løsgænger        | Danmarksdemokraterne | 21. juni 2024   |

| Udtrådt                | Indtrådt       | Parti                                   | Dato             |
| ---------------------- | -------------- | --------------------------------------- | ---------------- |
| Ulla Astman            | Morten Klessen | Socialdemokratiet                       | 29. februar 2024 |
| Kristoffer Hjort Storm | Ib Madsen      | Danmarksdemokraterne / Dansk Folkeparti | 18. juni 2024    |

### Regionsrådsformænd
Den første regionsrådsformand var socialdemokraten Orla Hav, hvis parti kun var ét mandat fra at have absolut flertal i regionsrådet. Derefter overtog Ulla Astman embedet fra Orla Hav, da han blev valgt til Folketinget i 2007 og sad indtil 2021. Nuværende regionsrådsformand er Mads Duedahl fra Venstre, som sidder på baggrund af en konstituering mellem Venstre, Konservative, Nye Borgerlige og Dansk Folkeparti.
| Navn         | Parti             | Periode                            |
| ------------ | ----------------- | ---------------------------------- |
| Orla Hav     | Socialdemokratiet | 1. januar 2007 – 31. december 2007 |
| Ulla Astman  | Socialdemokratiet | 1. januar 2008 – 31. december 2021 |
| Mads Duedahl | Venstre           | 1. januar 2022 - fortsat           |